# Bjurtjärnen (Solleröns socken, Dalarna)
Bjurtjärnen är en sjö i Mora kommun i Dalarna och ingår i Dalälvens huvudavrinningsområde. Sjön har en area på 0,0647 kvadratkilometer och ligger 357,3 meter över havet.

## Delavrinningsområde
Bjurtjärnen ingår i det delavrinningsområde (674502-141874) som SMHI kallar för Inloppet i Kättbosjön. Medelhöjden är 389 meter över havet och ytan är 12,49 kvadratkilometer. Det finns inga avrinningsområden uppströms utan avrinningsområdet är högsta punkten. Vattendraget som avvattnar avrinningsområdet har biflödesordning 5, vilket innebär att vattnet flödar genom totalt 5 vattendrag innan det når havet efter 368 kilometer. Avrinningsområdet består mestadels av skog (84 procent). Avrinningsområdet har 0,64 kvadratkilometer vattenytor vilket ger det en sjöprocent på 5,1 procent.